# Poecilochroa anomala
Poecilochroa anomala är en spindelart som först beskrevs av Hewitt 1915.  Poecilochroa anomala ingår i släktet Poecilochroa och familjen plattbuksspindlar. Inga underarter finns listade i Catalogue of Life.